# Michel Haas (peintre)
Pour les articles homonymes, voir Michel Haas.
Michel Haas, né le 15 mai 1934 à Paris et mort le 18 mai 2019 à Marseille,, est un peintre, graveur et illustrateur français.

## Parcours artistique
Michel Haas suit un cursus hors des écoles d’art et des parcours balisés avant de gagner la reconnaissance de galeries importantes et de trouver la consécration auprès des collectionneurs. Ces galeristes sont, entre autres, Nina Dausset, qui l’expose en 1980 et puis, très vite, Jan Krugier qui montre ses œuvres à Genève et à New York pendant quelque vingt-cinq ans, parallèlement à la galerie Di Meo qui a représenté l’artiste depuis 1990. Cette fidélité de grands marchands a permis d’inscrire son œuvre dans une histoire de l’art sur laquelle toute la lumière n’a pas encore été faite, précisément parce que cette histoire n’est pas celle qu’ont imposée les institutions, Michel Haas se tenant à l’écart de ce qu’il convenait alors d’appeler une « proposition plastique ».
C’est par le concept, justement, que Michel Haas a commencé, en entreprenant d’abord des études de philosophie. Rapidement, il comprend que son langage est plutôt celui de la matière. Son besoin, c’est celui d’une prise avec la « croûte terrestre », comme il le dit. Encore étudiant, il tombe un jour par hasard sur un champ dont la terre avait été retournée. Ce qu’il y a sous la terre, son intériorité, le dessous des choses jouent le rôle d’un appel. Il décide alors de devenir peintre, non pour s’adonner à la représentation, mais pour chercher « ce qui est en-dessous ». Pourtant, son œuvre s’écarte rapidement de ces courants initiaux, car sa relation avec la matière évolue.
Michel Haas n’a en effet de cesse de dégager son sujet de la matière. Un jour, il comprend que la matière ne doit pas être ajoutée, mais creusée. Avant d’en arriver aux silhouettes découpées, celles-ci se sont d’abord inscrites sur le fond d’une feuille. Le papier Arches est trempé dans un bain boueux, corrodé et trituré par les mains de l’artiste. Ensuite, il reçoit la figure. La transformation du papier a permis à l’image d’advenir. De matière, le papier est devenu « sol » : 

« Je ne cherche pas une matière, mais un sol sur lequel puisse s’imprimer une forme et que cette forme devienne un être. Le papier absorbe la peinture et au dessus reste l’être. Le travail a disparu, une forme surgit. Des êtres surgissent. »

— Une image vivante
Le sujet, chez Michel Haas, est fondamental et l’artiste lui-même en affirme la primauté : « J’ai besoin du sujet ! », dit-il. C’est bien tel sujet et non tel autre qu’il peint et répète à l’envi, traversant ainsi plusieurs décennies de travail : bouquet, couple, chat, cycliste...

Dans un entretien accordé en 1998 à François-Henri Debailleux, à l’occasion de la rétrospective de son travail à la Fondation Dina-Vierny, il affirme ainsi : 

« Pour moi, l'intérêt de l'art est de montrer le monde et de montrer également la place de l'homme dans le monde. Je me suis attaché à cela et je peins donc des gens, des gens que je vois. »

Le sujet, ce n’est pas non plus le pittoresque ; il ne donne pas de nom propre ou de lieu précis aux silhouettes qu'il extrait de la matière. En revanche, il les désignera par des traits distinctifs comme « enfant à la corde à sauter » ou « femme au landau ». Ils ont ce caractère tout à la fois anonyme et saillant des personnes qu’on croise dans les rues. Le geste qui les distingue est aussi leur essence intime. Michel Haas saisit le mouvement ou la posture qui révèle la vie en eux, c’est-à-dire aussi le passage terrestre de ces êtres et la trace qu’ils laissent parmi nous.
Les êtres et les choses que l’on croise sont toujours et jamais les mêmes. Au fil des ans, Michel Haas recrée à loisir les bouquets, les violoncellistes et les livreurs, cet homme qui marche avec un chapeau, ce couple enlacé. Si le désir du peintre est de nous les montrer, c’est-à-dire de révéler la vie qui les anime et qui est leur essence profonde, ça ne peut se faire en une seule fois, l’intensité de leur existence étant inépuisable.
Dans la préface qu’il donne à l’exposition de Michel Haas à la galerie Krugier en 2009, Pierre Schneider cite Baudelaire et son poème À une passante, qui saisit la beauté fugitive d’une femme croisée dans la rue. Comme le peintre, le poète recherchait l’« éternel » dans le « fugitif », dans le caractère fugace de la « vie moderne », le second étant la gangue du premier et tous deux constituant les deux faces inséparables de l’art.
Cette rue où Michel Haas trouve sa source d’inspiration — à l’instar de Constantin Guys, le peintre que Baudelaire érige en exemple —, il s’y balade, le regard ouvert et serein, les sens en alerte, passant parmi les autres, vie éphémère parmi les autres vies éphémères. Car la vie, toute puissante qu’elle est, est vouée au tragique : comme celui de Baudelaire, le ciel de Michel Haas est vide. « Il n’y a pas de Ciel », affirme-t-il. Ce à quoi il ajoute qu’il n’y a pas de sol non plus, rien pour s’assurer de manière ferme. Et il est vrai que, débarrassées de leur fond, enlevées à leur cadre, ses figures évoluent quelque part entre ciel et terre, dans un univers sans dimensions.

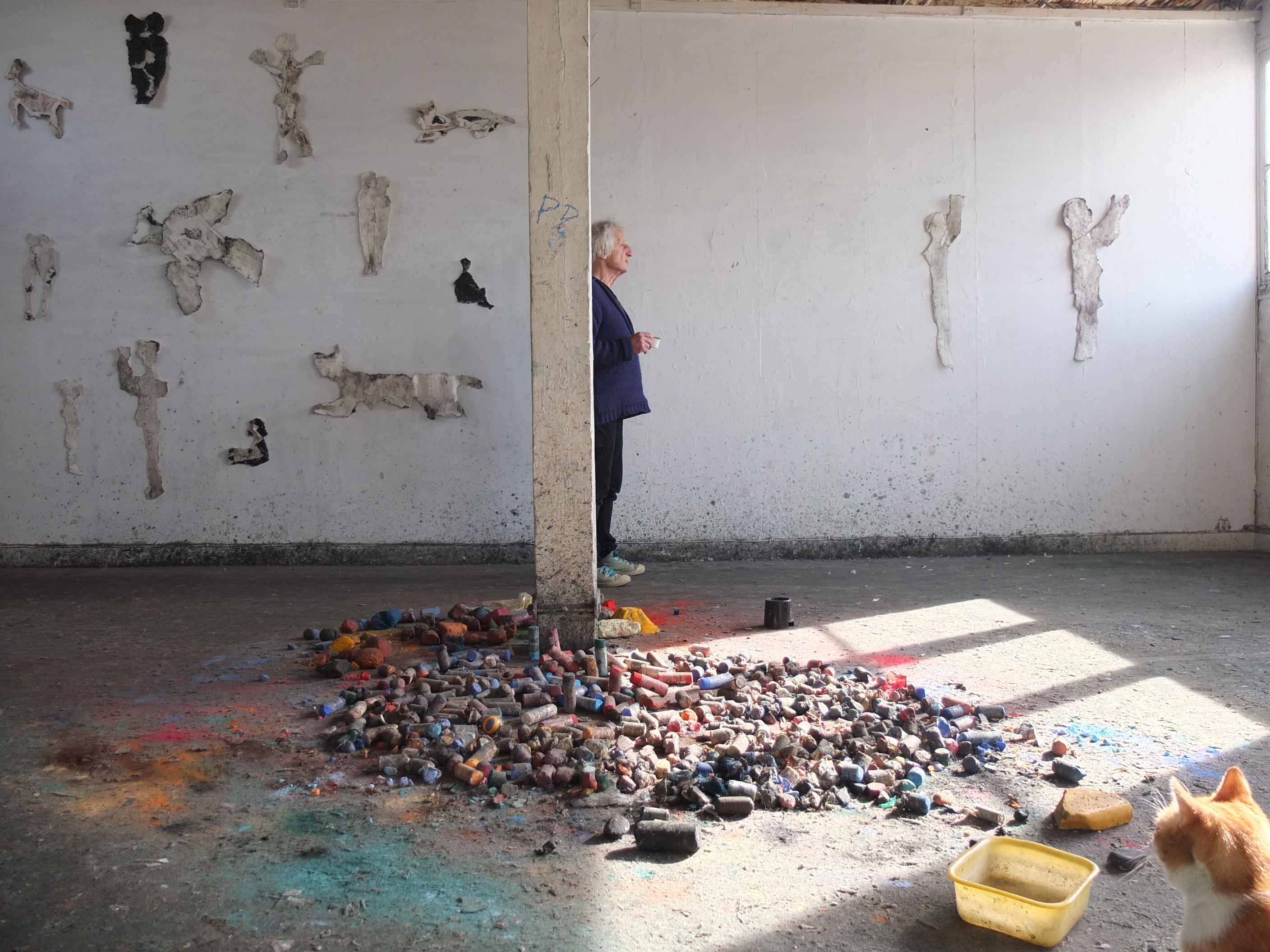
Michel Haas dans son atelier de Paris.

Le mur devient l’image même de cet espace sans dieu où l’artiste est libre de mettre de la vie. C’est d’ailleurs grâce aux murs que Michel Haas en est arrivé à la peinture : 

« Le plus important pour moi ç’a été Lascaux, je suis descendu à Lascaux quand j’avais 18 ans et c’était énorme, c’était gigantesque, je ne pensais pas à la peinture à l’époque. »

Vinrent ensuite l’Italie et ses fresques, le Mexique et ses peintures murales. Pourtant, tout autres sont les préoccupations de Michel Haas : car ce n’est pas l’épaisseur du mur qui l’intéresse, ni sa rudesse, mais la capacité qu’a le mur à se laisser dématérialiser par la main de l’artiste qui insuffle la vie là où il n’y a qu’inertie. Le miracle de Lascaux, ce n’est pas seulement le surgissement de ces animaux vieux de 10 000 ans, mais aussi la façon qu’ils ont encore de se mouvoir sur les parois. Le peintre, dit Michel Haas, est obsédé par le mouvement : mettre du mouvement dans une œuvre par essence immobile, à condition d’entendre le mouvement comme frémissement et jaillissement de vie. La fresque innerve le mur, s’y étale, défie ses mesures, se préoccupe peu des limites.

Toutefois, ce n’est pas la fresque qu’a pratiquée Michel Haas. Au lieu d’aller chercher le mur, qui certes repousse les limites mais ne les abolit jamais réellement, il est parti de la contrainte de la feuille avec ses dimensions étroites. Et c’est de cette feuille qu’il a peu à peu extrait la figure. Cette extraction a demandé du temps. Il fallait que la figure tienne sans l’appui du fond tout autour. Même pour ses travaux les plus récents, même lorsque la silhouette peinte semble désormais vivre une existence autonome, Michel Haas a toujours fait indiquer : « technique mixte dans papier ». « Dans » et non « sur » (comme le veut l’usage), parce que la figure n’existe pas sans son support ni ses limites matérielles. Or ces limites, justement, au lieu de les écarter aux dimensions de la muraille, il les a peu à peu réduites, au contraire, à celles-là mêmes de la silhouette. C’est sans doute là un trait de génie : resserrer les limites à l’extrême, pour que la figure puisse se condenser, se densifier, prendre appui sur elle-même et surgir de façon indépendante. C’est ainsi qu’elle peut venir se poser sur le mur et y danser. Chez Michel Haas, ces chats, ces enfants, ces musiciens sont comme les ombres projetées des êtres côtoyés dans l’existence. Mais ce ne sont pas exactement leurs ombres, plutôt une autre version d’eux-mêmes, leur intériorité, leur influx vital ou encore ce qui résiste en eux, une fois effacés les traits distinctifs : 

« Aujourd’hui, je pourrais dire que la peinture a disparu et qu’il reste ce que j’ai toujours essayé de montrer : les gens, le monde, l’être. En fait la vie. »

Quelques œuvres
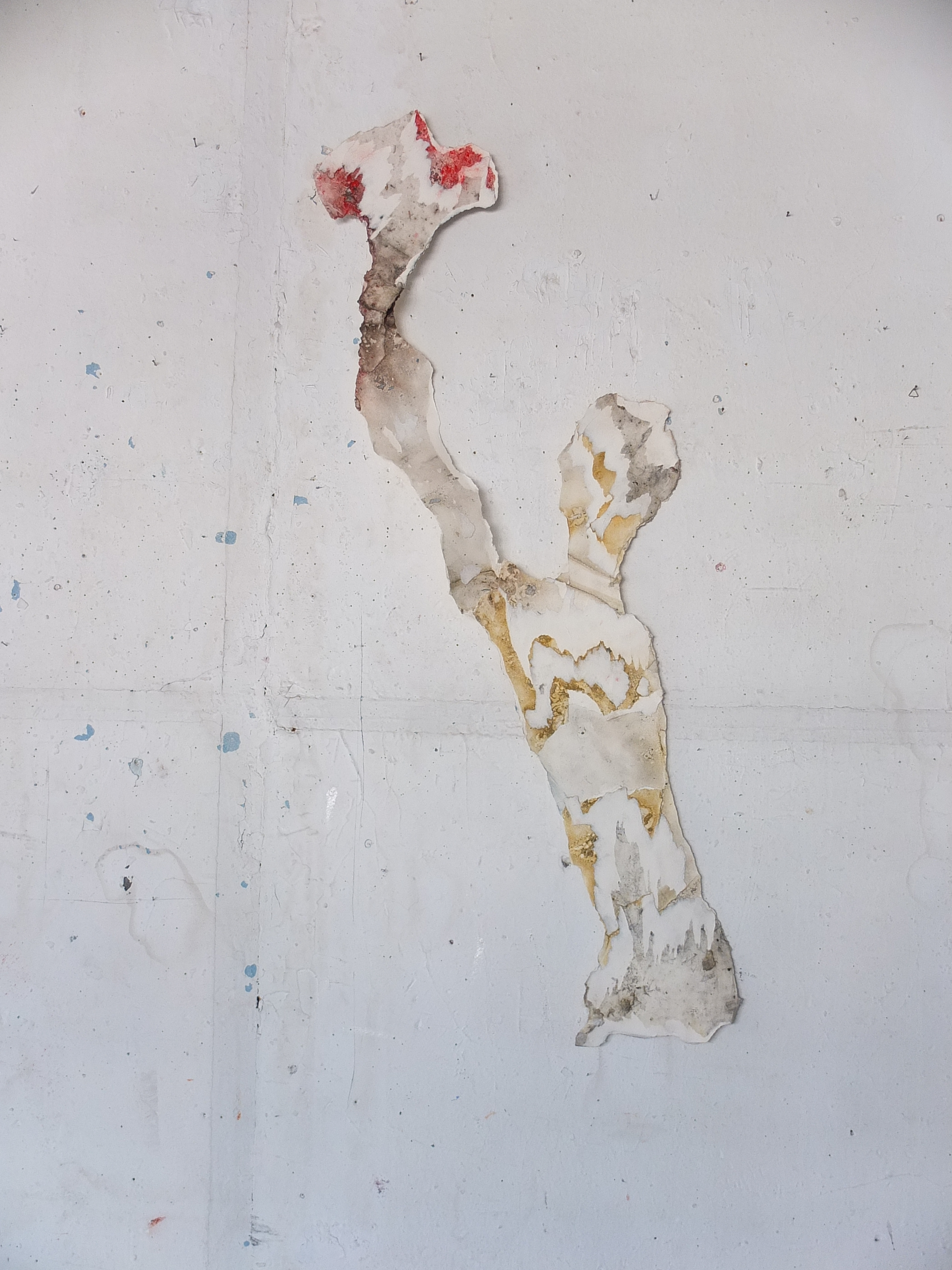
Le Fleurit.
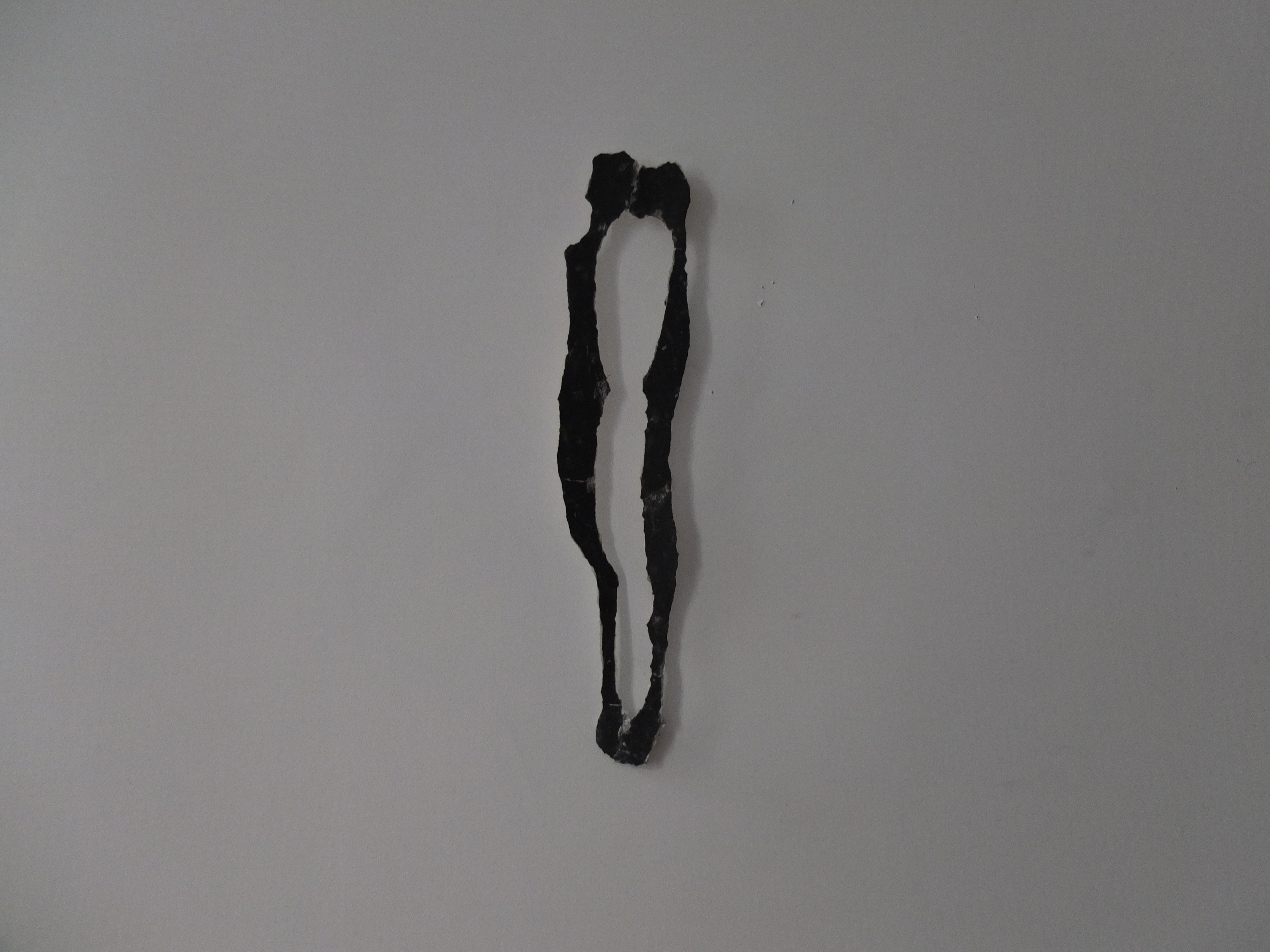
Couple.
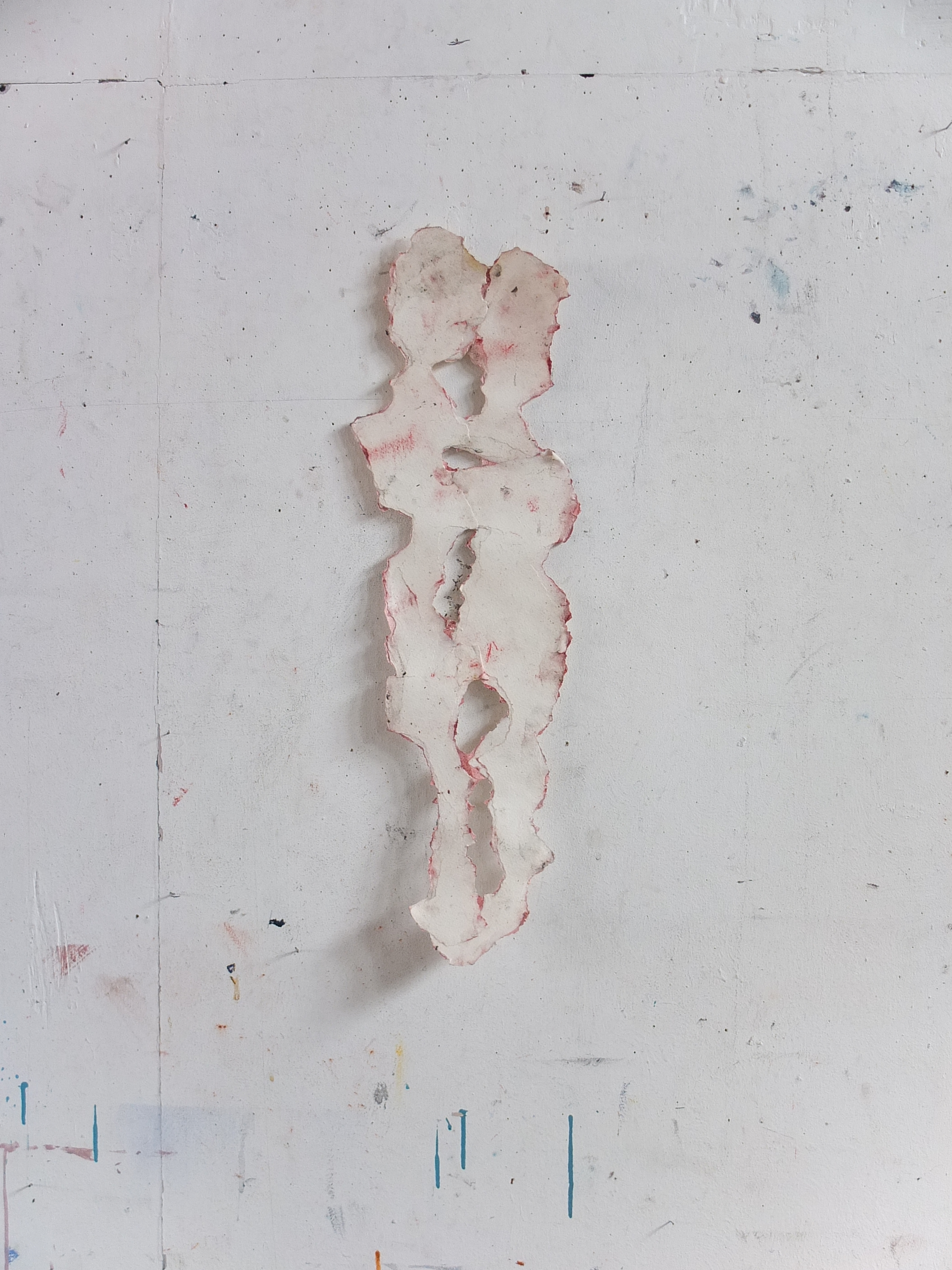
L'Amour.

## Expositions personnelles
- 1975 : Galerie Jean Chauvelin, Paris
- 1976 : Galerie Monique Delcourt, Valenciennes
- 1978 : Galerie Regards, Paris
- 1979 : Fondation nationale des arts graphiques et plastiques, Paris
- 1980 : « Michel Haas : peinture à l'eau »[4], galerie Nina Dausset[5], Paris (24 janvier-22 février) — catalogue par Michel Troche
- 1981 : Galerie Noëlla Gest, Saint-Rémy-de-Provence
- 1983 : Hill Gallery, Birmingham, Michigan
- 1984 : Holly Salomon gallery, New York City / Galerie Jan Krugier, Genève
- 1988 : Jan Krugier Gallery, New York City / Galerie Aix, Stockholm
- 1990 : Jan Krugier Gallery, New York City / Krugier-Ditesheim Art Contemporain, Genève / Galerie Mitsukoshi, Tokyo / Galerie Di Meo[6], Paris (18 mai-13 juillet) — catalogue[7] avec préface d'Yves Peyré
- 1992 : Galerie Di Meo, Paris / Galerie Pudelko, Bonn / Galerie Pasnic (gravures), Paris
- 1995 : Galerie Di Meo, Paris / Galerie Napolitano (gravures), Paris
- 1996 : Frank Pages Art Gallery, Baden Baden
- 1997 : Espace Paul Ricard, Le petit jaunais, Paris
- 1998 : Musée Maillol, Fondation Dina-Vierny, Paris
- 1999 : Krugier-Ditesheim Art Contemporain, Genève / Galerie L’atelier (gravures), Hanoï, Viêt Nam
- 2000 : Galerie Di Meo, Paris
- 2001 : Galerie Marina (gravures), Avignon
- 2002 : Jan Krugier Gallery, New York City / Galerie Di Meo, Paris
- 2003 : Galerie Le Troisième Œil, Bordeaux
- 2004 : Galerie Di Meo, Paris / Galerie Luis Burgos, Madrid
- 2007 : Galerie Di Meo, Paris / Musée départemental de préhistoire de Solutré, Solutré-Pouilly
- 2009 : « Corps de peintures »[8] Galerie Jeanne Bucher Jaeger (5 février-14 mars) / Galerie Krugier & Cie, Genève
- 2013 : Musée du dessin et de l'estampe originale, Gravelines (2 février-28 avril) / Galerie Ligne Treize, Genève / Galerie Suzanne Tarasieve, Loft 19, Paris / Galerie BOA, Paris
- 2014 : Galerie Univer, Paris
- 2016 : Galerie Rauchfeld, Paris
- 2017 : Galerie la Navire, Brest
- 2018 : Galerie ligne 13, Genève
- 2018 : Galerie Cyril Guernieri, Paris

## Collections publiques
- Bibliothèque nationale de France[9]
- Musée du dessin et de l'estampe originale, Gravelines
- Musée de l'Hospice Saint Roch, Issoudun.
- Médiathèque Hermeland, Saint Herblain
- Médiathèque des Champs Libres, Rennes

## Publications

### éditions d'estampes et livres d'artistes
- édition PASNIC https://www.atelier-pasnic.com/
- édition Le petit jaunais http://www.lepetitjaunais.com/f/index.php?sp=livAut&auteur_id=19

### Livres illustrés
- Yves Peyré, Rêve de traverse[10], 17 lithographies de Michel Haas, Vincennes J.C. Pichon, 1989 ; imprimerie Franck Bordas, non paginé (35 p.), tirage : 107 ex.
- François Villon, Le Débat du cœur et du corps[11], sept gravures au carborundum, en noir de Michel Haas, Paris, Atelier Pasnic[12], 1997 ; 38 x 28 cm, tirage : 30 ex.

### Filmographie
- 2022 : On a eu la journée, bonsoir de Marimane Mari ; grand prix de la compétition française du FIDMarseille « Film-tombeau, portrait d'artiste et lettre d'amour, [le film] livre pêle-mêle les petits morceaux de quotidien d'un couple sur le point d'être séparé par la mort. […] » (Alice Leroy, « FID, la vie des formes », Cahiers du cinéma, n° 790, septembre 2022, p. 62).
- Prologue, conversation entre Michel Haas et Gilbert Lascault